# 红召乡
红召乡，是中国内蒙古自治区乌兰察布市卓资县下辖的一个乡镇级行政单位。

## 行政区划
红召乡共辖以下地区：
东风村、下股子村、六号村、寿阳营村、东卜子村、红召村、红格图村、厂汉脑包村、官庄村赛汉塔拉镇。